# Castillo de Nyköping

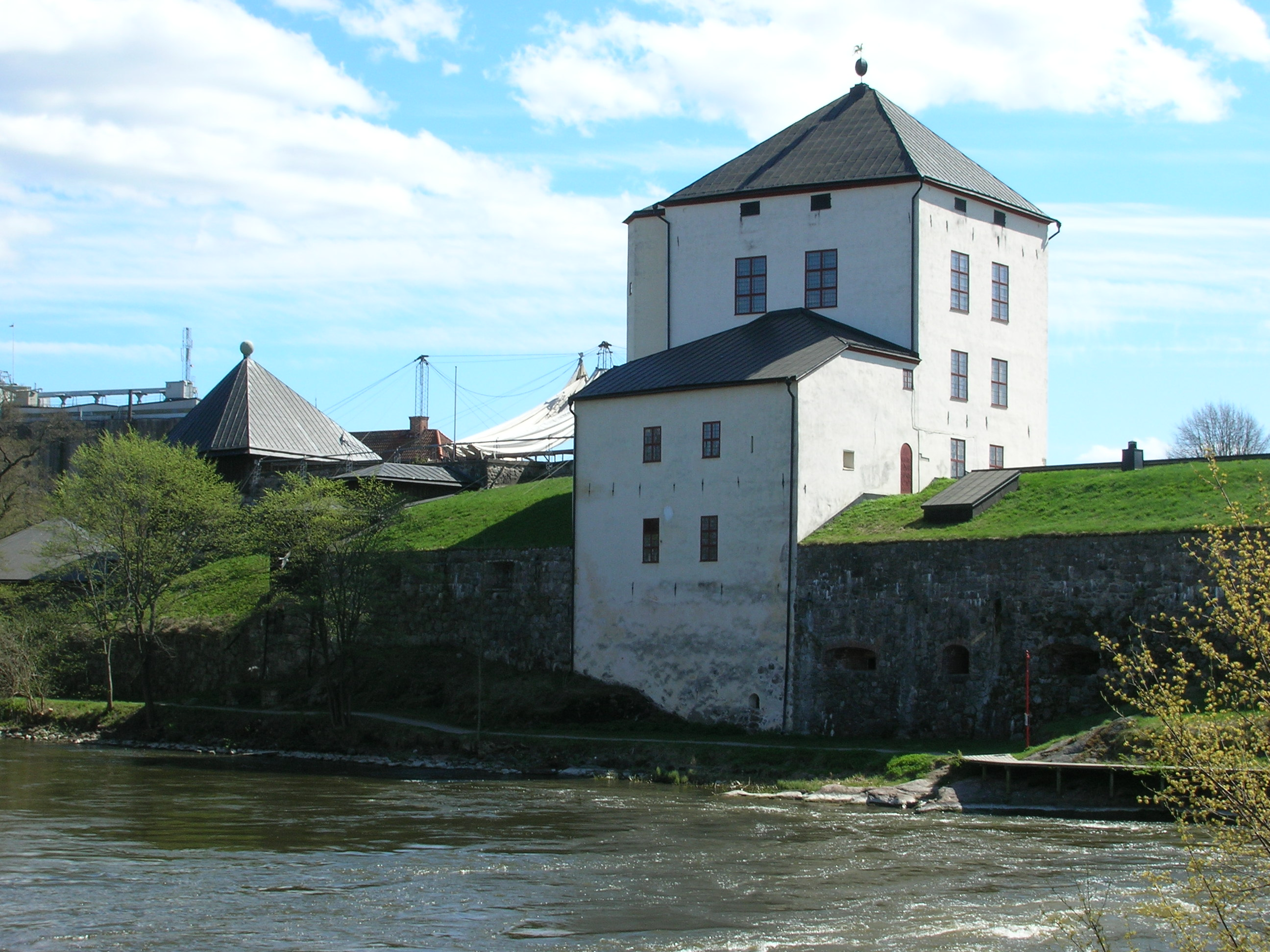
Castillo de Nyköping

El Castillo de Nyköping en Nyköping, Suecia, es un castillo  medieval de la época de Birger Jarl, en parte en ruinas. El castillo es más conocido por el espantoso Banquete de Nyköping que tuvo lugar en este lugar en 1317.

## Construcción
La construcción del castillo comenzó a finales del siglo XII, cuando servía como fortificación. Se cree que Birger Jarl amplió el edificio, consiguiendo un castillo más grande. Durante el reinado de  Alberto de Suecia el castillo fue regido como un feudo por el caballero alemán Raven van Barnekow, quien hizo importantes mejoras en el edificio, y más tarde por Bo Jonsson Grip. Además, se hicieron importantes reconstrucciones y ampliaciones durante la Baja Edad Media.  Gustavo Vasa fortaleció el castillo con fines defensivos y creó una torre; desde entonces se mantiene con esta estructura.
El castillo medieval fue reconstruido a finales del siglo XVI por el duque Carlos (posteriormente Carlos IX de Suecia) y se creó un palacio renacentista. Este palacio se quemó con el resto de la ciudad en 1665. No fue reconstruido; de hecho, algunos de sus ladrillos fueron utilizados en la construcción del Palacio Real de Estocolmo. Sin embargo, varias partes del castillo fueron usadas como residencia del condado hasta la década de 1760.
El castillo fue reformado en el siglo XX. Kungstornet (la Torre del Rey) y Gamla Residenset (la Antigua Residencia) actualmente albergan las exposiciones permanentes del museo Sörmlands (el Museo de Södermanland). Existe un restaurante situado en el salón de banquetes y Drottningkällaren (la Bodega de la Reina).

## Eventos importantes
- 11 de diciembre de 1317: el Banquete Nyköping tuvo lugar en el castillo medieval como una fiesta de Navidad que terminó de forma horrible para los duques  Erik y  Valdemar hermanos del rey  Birger de Suecia. Entre los invitados estaban sus dos hermanos, quienes fueron encarcelados y murieron de hambre en la cárcel del castillo.

- 20 de septiembre de 1396: la firma hecha en Nyköping es uno de los eventos fundamentales de la Edad Media nórdica, requisito previo para la formación de la Unión de Kalmar del año siguiente.

- 3 de marzo de 1538: boda entre Svante Sture el Joven y Märta Eriksdotter Leijonhuvud.

- Residencia de Maria Leonor de Brandeburgo al fallecer Gustavo ll Adolfo de Suecia, considerado uno de los soberanos suecos más prominentes de todos los tiempos, el ataúd fue expuesto en el gran salón, ya que la desconsolada viuda se negaba a autorizar su entierro.

- Cristina de Suecia residió en este castillo durante la niñez, después de la muerte de su padre y al ser proclamada reina de Suecia.

- Datos: Q1779071
- Multimedia: Nyköpingshus / Q1779071